# Hôtel de Beauvais
L’hôtel de Beauvais est un hôtel particulier situé au 68, rue François-Miron, dans le 4e arrondissement de Paris, édifié à partir de 1655 dans le quartier du Marais. Il abrite la Cour administrative d'appel de Paris. Il est classé au titre des monuments historiques en 1966.

## Les fondations gothiques
À Paris, une maison est donnée à l'abbaye de Chaalis en 1243 par une dame du nom d'Éloïse de Palaiseau.
Elle possédait deux corps de logis, dont l'un était appelé « l'hôtellerie du Faucon ».
Début XIIIe siècle, les abbés de Chaalis font construire, sur l'emplacement actuel de l'hôtel, leur « maison de ville », bâtie à l’emplacement de cette ancienne maison médiévale dont il reste de belles caves gothiques sous le fond de la cour de l'hôtel de Beauvais, datée du xve siècle.
Des modifications architecturales ont été apportées au XVIIIe siècle par Robert de Cotte puis Jean-Baptiste de Beausire.

## L’hôtel particulier de Cateau la Borgnesse

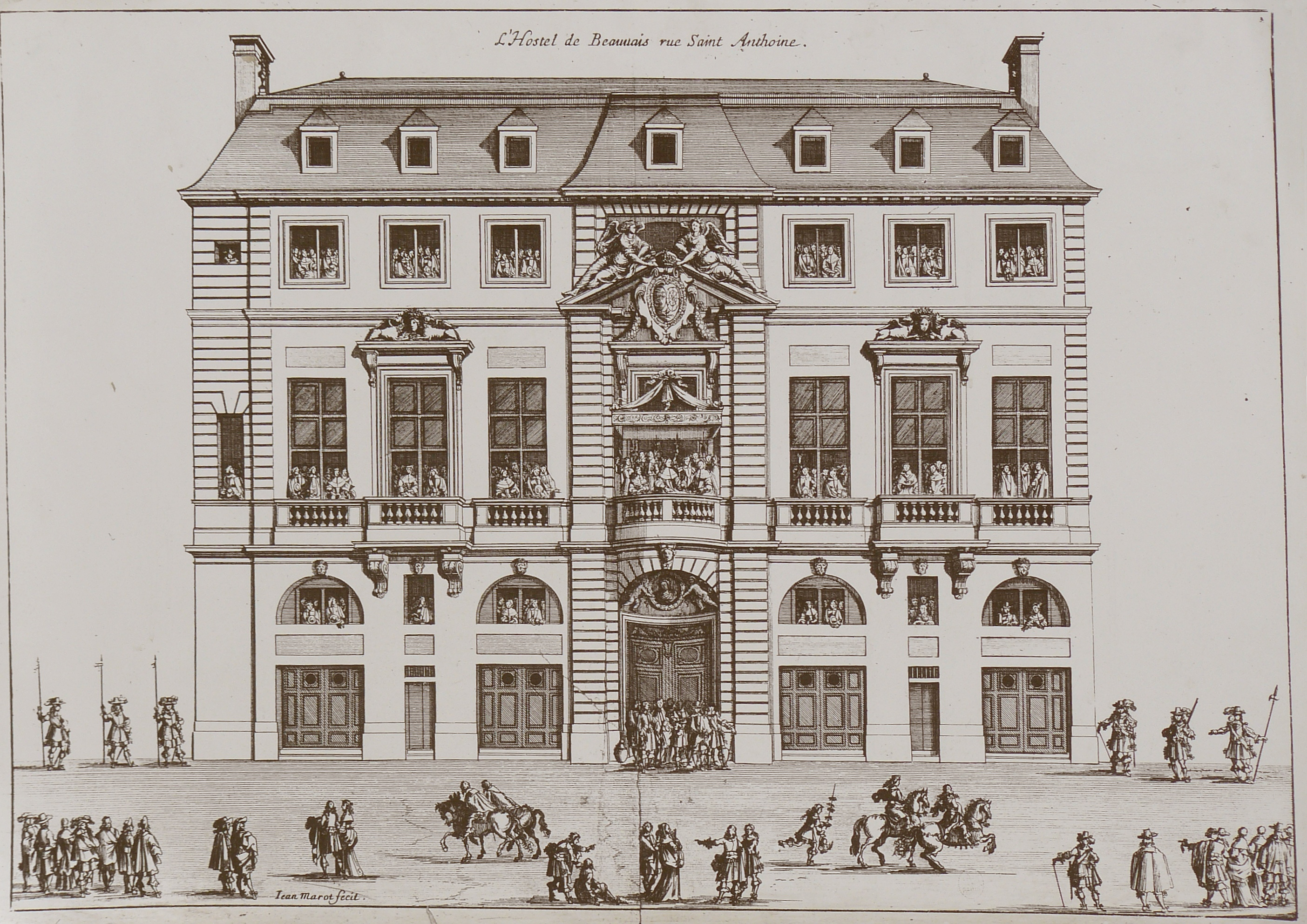
Gravure de Jean Marot montrant la façade d'origine de l'hôtel (1660) et son registre décoratif.

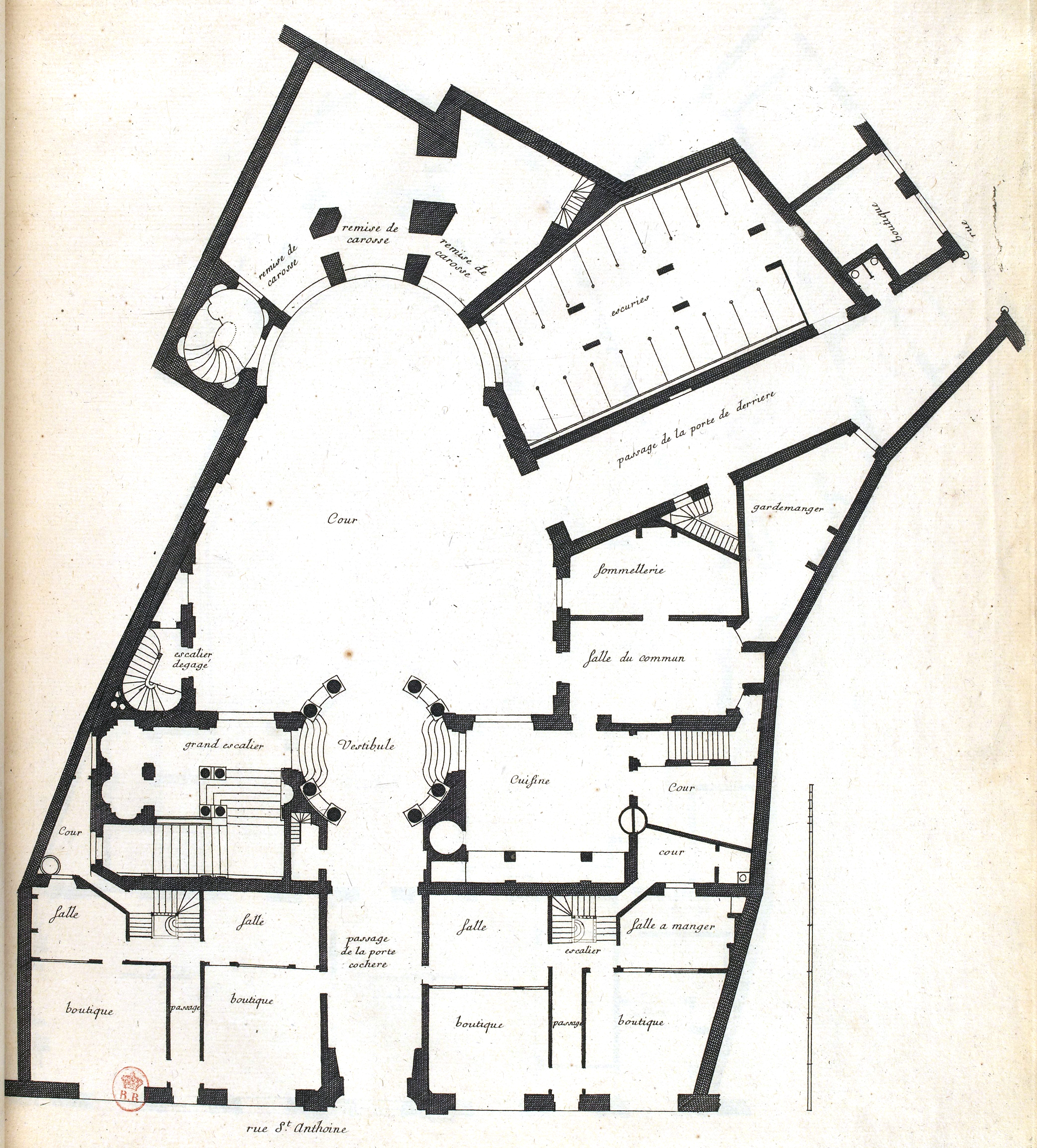
Plan de l'hôtel dont la cour trop petite pour les manœuvres des carrosses, est percée de deux portails cochers.

Propriété de l’épouse de Nicolas Fouquet, surintendant des finances, cette demeure fut cédée, le 30 mars 1654, à Pierre de Beauvais. Il fit agrandir le domaine en achetant une maison contiguë.
Cette maison de ville cède la place à un hôtel de prestige construit à partir de 1654 par Antoine Le Pautre, premier architecte du Roi, pour Catherine Bellier, épouse de Pierre de Beauvais et première femme de chambre de la reine Anne d’Autriche, pour service rendu. Surnommée Cateau la Borgnesse à cause de son œil divergent, cette roturière choisie pour sa laideur (afin que le roi ne s'éprenne pas d'elle) aurait, sur ordre de la reine, dépucelé le jeune Louis XIV alors âgé de 14 ans. Elle en garda le privilège de figurer sa vie durant, parmi les premières personnes qui assistaient au lever du roi (donc avant les princes du sang), position stratégique pour briguer des faveurs, et privilège envié.
Catherine Bellier était sans doute très proche d'Anne d'Autriche puisque c'est elle qui lui administrait ses clystères, les lavements, traitements médicaux usuels à l'époque. Outre le don d'une partie de terrain sur lequel s'élèvera l'hôtel particulier par Fouquet pour lequel elle joue les espionnes, elle bénéficie de l'arrangement de son mariage avec un marchand drapier anobli. Assez riche toutefois puisque jouissant d'un privilège qui lui permettait de toucher une redevance sur les cadeaux qui entraient et sortaient du château de Versailles elle finit misérablement sa vie ruinée par le jeu et quelques gigolos. Réputée extrêmement laide et avare, il semblerait qu'elle réussît à récupérer sur ordre du roi des pierres destinées à la façade du Louvre et fait concevoir dès le départ son hôtel avec des boutiques en façade de façon à en percevoir les loyers.
Hôtel particulier sur rue, l'architecte est soumis aux contraintes du parcellaire médiéval dont la surface même, avec dix-sept côtés, n'est guère considérable. Les appartements se développent à l'étage et à l'attique pour éviter cette promiscuité, ce qui incite Catherine Bellier, qui sait la fragilité de sa position à la cour, à faire ajouter quatre boutiques au rez-de-chaussée afin de lui assurer des revenus. Occurrence rarissime, dont le modèle est peut-être dans certains palais romains (palais Caprini), cet hôtel présente ainsi quatre arcades à boutique (surmontées d'un entresol ayant servi de logements et couronnés de mascarons qui sont des faux de 2001). Elle fait orner les métopes de la frise de la façade de têtes de lion et de têtes de bélier, celles-ci se voulant emblèmes allusifs du roi et de son nom de jeune fille.
C'est de son balcon que la reine-mère, Mazarin et Turenne assistent, le 26 août 1660, date de l'inauguration, à l’entrée dans Paris de Louis XIV et de Marie Thérèse pour fêter leur mariage. Françoise d’Aubigné qui s’y trouvait, vit pour la première fois de sa vie son futur mari et souverain. Le porche est surmonté des armes de France en souvenir de la journée du 26 août 1660.

## Devenir de l’hôtel de Beauvais

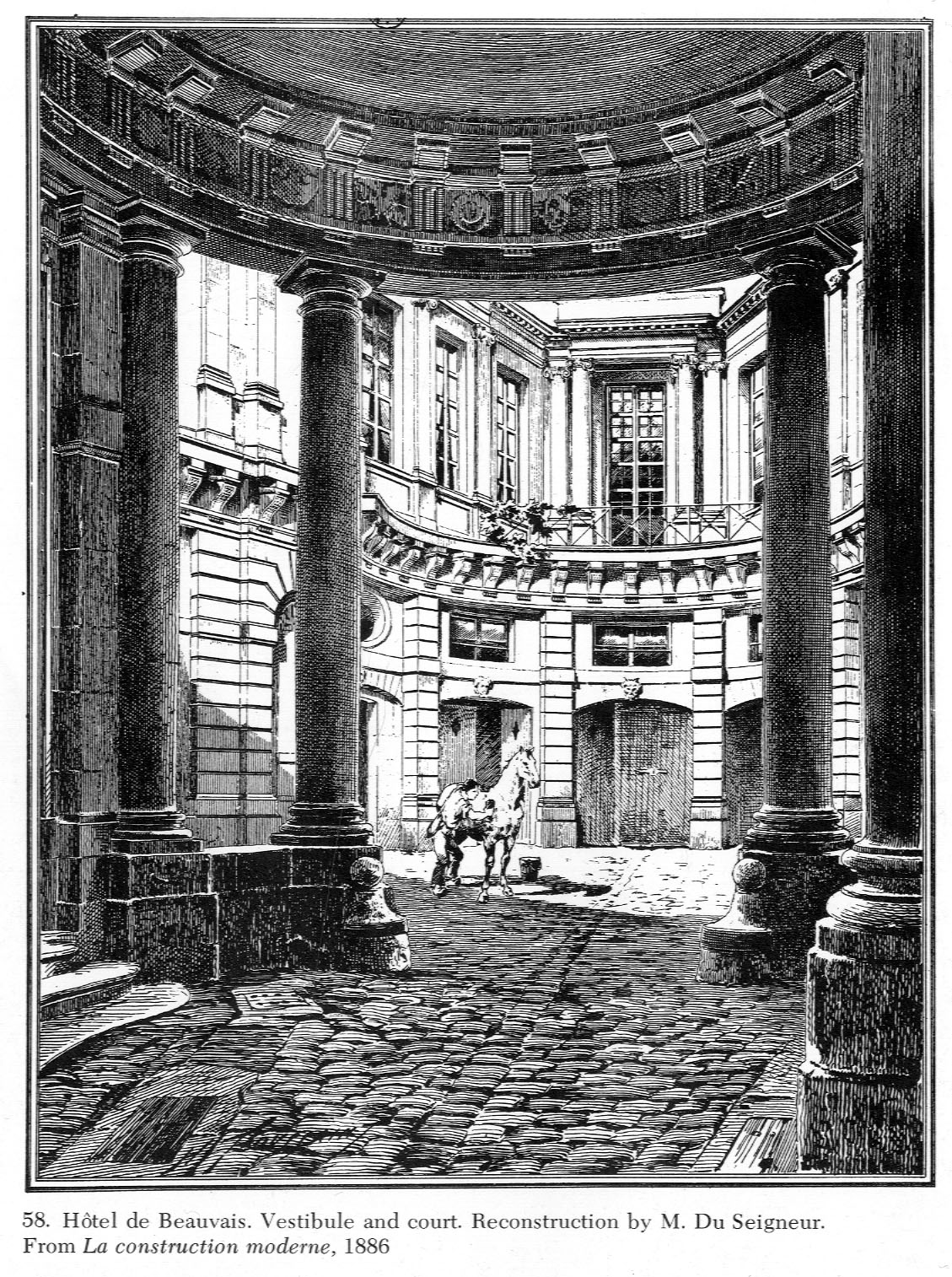
Hôtel de Beauvais vers 1886.

Le Troyen Jean Orry achète l'hôtel de Beauvais en 1706. Depuis 1697 Orry a fait fortune dans la fourniture aux armées, avant de devenir conseiller du roi. C'est lui que Louis XIV délègue à Madrid de 1701 à 1706 pour assister le duc d'Anjou appelé sur le trône d'Espagne. C'est lui encore que Philippe V rappelle outre-Pyrénées de 1713 à 1715, pour en faire son véritable premier ministre. Son fils, Philibert Orry, naît en 1689. Protégé du cardinal Fleury sous la minorité de Louis XV, il deviendra contrôleur général des finances et surintendant des bâtiments du roi pendant une quinzaine d'années, de 1730 à 1745. Décédé en 1747 sans descendance, c'est son neveu le poète Louis Philibert Orry qui hérite de tous ses biens par substitution, biens qu'il dilapide.
En 1763, l’hôtel est loué par le comte Maximilien Emmanuel Franz van Eyck (1711-1777), ambassadeur de l'électeur de Bavière, qui y installe un tripot en application de son droit d'extraterritorialité et des plein pouvoirs du roi, donnés en octobre 1755. Van Eyck avait épousé Maria Anna Felicitas (1741-1764), qui était la fille du premier chancelier de Salzbourg, le comte Georg Anton Felix von Arco. La jeune femme, que le jeune Mozart aimait remarquablement et qui le lui rendait bien, mourut le 6 février 1764.

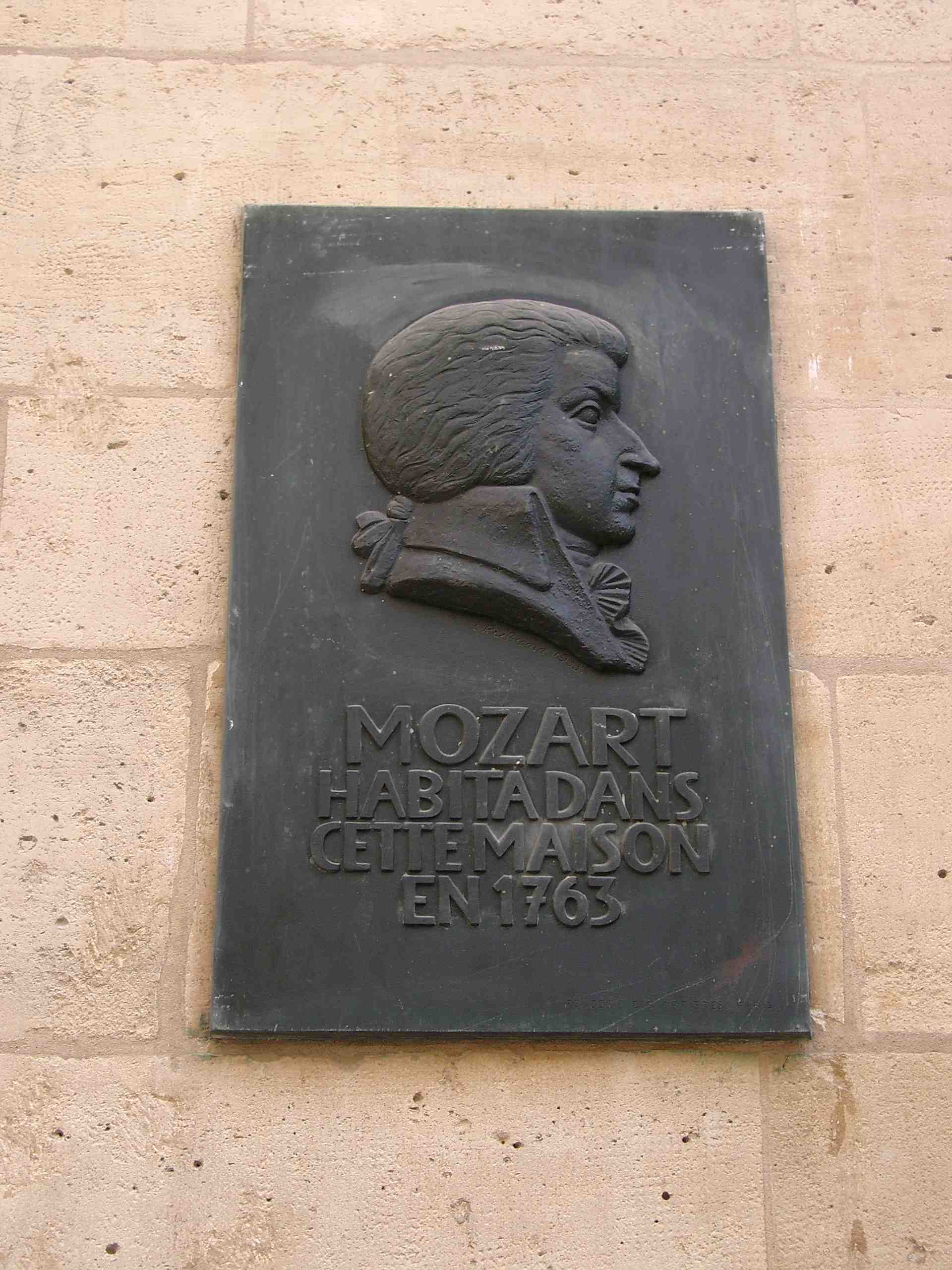
Plaque commémorative sur le mur renard de l'hôtel.

Il y accueille pendant six mois la famille Mozart pour la première tournée parisienne de sa tournée européenne. Accompagné de son père Léopold Mozart et de sa sœur Maria-Anna, le jeune Wolfgang est alors âgé de 7 ans et est trop petit pour voir le jardin suspendu, au-dessus des stalles prévues pour dix-huit chevaux dans la cour de l’hôtel. Les Mozart sont logés au second étage du 18 novembre 1763 à avril 1764. L'occupant des lieux fait transporter le clavecin de la comtesse dans la chambre des Mozart.
Saisi pendant la Révolution française (car les filles de van Eyck avaient émigré) et transformé en bureau de diligences, l'hôtel est ensuite loué et modifié pendant tout le XIXe siècle et au début du XXe siècle.
Christine de Suède y séjourna durant son exil[réf. nécessaire].
Lors de sa visite officielle à Paris, le roi Pierre Ier de Serbie, en novembre 1911, réclama de visiter l'hôtel de Beauvais. Il y fut accueilli par des locataires enthousiastes et applaudi aux fenêtres [source?].
Eugène Atget a réalisé une série de clichés de l’hôtel de Beauvais en 1902.
Réquisitionné le 1er mars 1943 par la mairie de Paris en 1943 à la famille Simon dans le cadre de la spoliation des familles juives (le jeune Morejno Simon, né le 7 juillet 1932, est déporté en 1942 vers Auschwitz ou il est assassiné par les nazis dès son arrivée, le 29 août 1942) et l'aménagement des ilots insalubres de Paris (ilot N°16), il devient à la Libération un immeuble de logements locatifs, couvert par la loi de 1948, occupé jusqu'en 1985/1986. Il est alors laissé quasiment à l'abandon et fait l'objet de nombreux projets, dont celui d'un institut des parfums de France.

## L’hôtel de Beauvais aujourd’hui

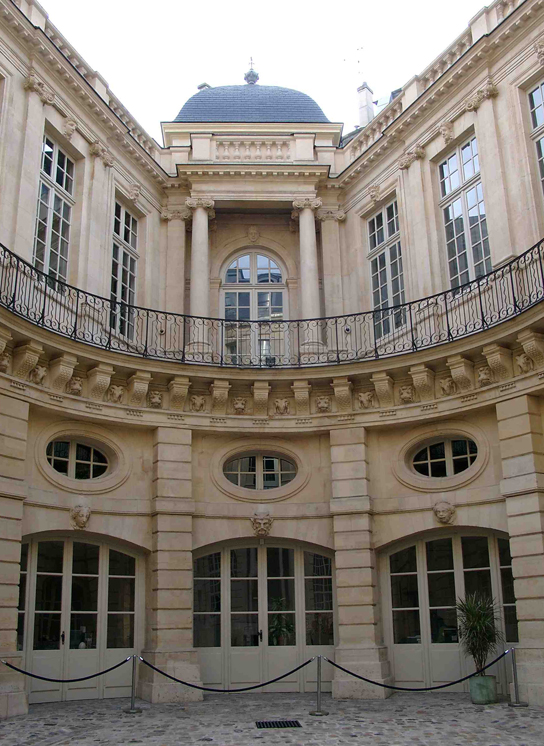
Cour ovale de l'hôtel de Beauvais formant un portique avec pilastres et mascarons sous les œils-de-bœuf. Les frises sont ornées d'une alternance de têtes de lion (symboles du roi) et de têtes de bélier (ces dernières se voulant emblèmes allusifs au nom de jeune fille de la maîtresse de maison).

Après avoir été restauré, sous la direction de Bernard Fonquernie architecte en chef des monuments historiques, et remis dans son état initial par la suppression des découpes d’étage destinées à améliorer la rentabilité locative il accueille depuis 2004 la Cour administrative d’appel de Paris.
Les contraintes du terrain exigu, à quinze côtés, donnent un caractère insolite à cet hôtel. Le terrain de forme irrégulière a imposé un plan original, notamment à la cour semi-ovale. Les 5 portes à mascarons, petits masques décoratifs, correspondent aux anciennes écuries. L'escalier en pierre et à rampe en fer forgé est aussi remarquable. On peut également remarquer la porte principale avec son dessin courbe et sa porte plus petite réservée aux piétons.
Dans son Cours d'architecture, ou Traité de la décoration, distribution et construction des bâtiments : contenant les leçons données en 1750 et les années suivantes Tome 3. Jacques-François Blondel (1705-1774) fait une analyse architecturale de L’hôtel de Beauvais (page 444 et suivantes)
Il existe sous la cour, entièrement construite sur les voûtes, des caves ayant été vidées de leur gravats dans les années 1970 par les bénévoles de l'association du Paris Historique et du Festival du Marais qui avait ses locaux au rez-de-chaussée et au premier étage.
En 1974, ces caves gothiques ont servi de lieu de spectacle (café théâtre) pour la première fois dans le cadre du Festival du Marais, après une restauration sommaire et provisoire.
Une seconde série de caves gothiques, actuellement inaccessibles depuis la rénovation de l'hôtel, auraient permis une communication avec celles d'un immeuble de la rue de Jouy, face à l'hôtel d'Aumont.
Sous la cour existe une vaste salle ou subsistent les restes d'un autel, vestige sans doute des occupants ecclésiastiques des locaux précédents. 
« Des intérieurs ne subsistent que quelques rares épaves du XVIIIe siècle, conservées dans les pièces des combles, ainsi que d'intéressants vestiges du Premier Empire, glaces, cheminées, pilastres ».
Du fait de sa conformation et de sa cour en forme de théâtre, l'hôtel de Beauvais apparaît dans de nombreux films français, notamment La Banquière (1980) avec Romy Schneider ou Camille Claudel (1988) avec Isabelle Adjani, ainsi que dans L'Insoutenable Légèreté de l'être (1988) du réalisateur américain Philip Kaufman.
En 2024, on le voit en tant que décor principal de la série La Maison. Il s’agit du siège social et des ateliers de couture, ainsi que des stocks de La Maison Ledu (qui est fictive).

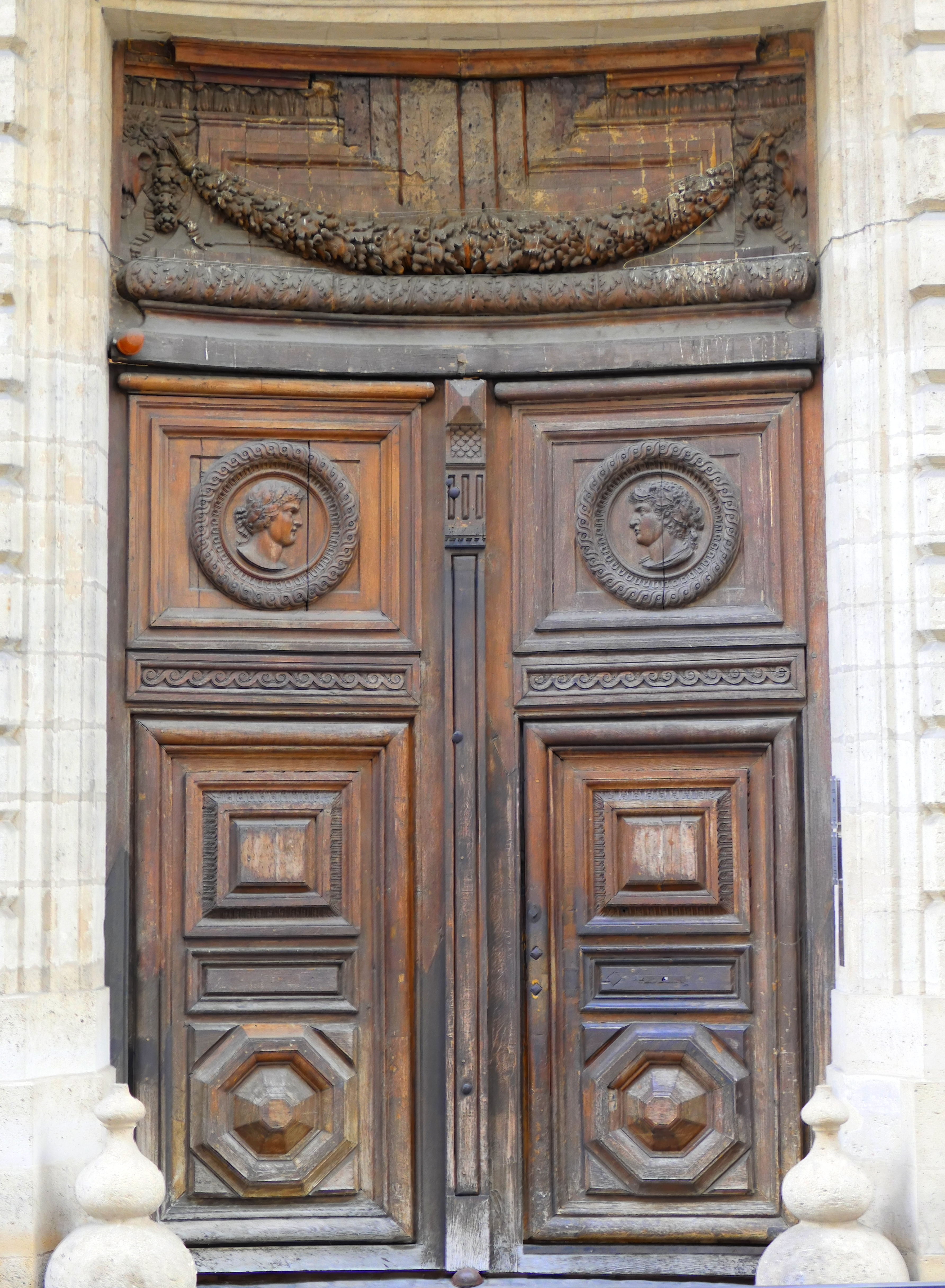
Portes extérieures de l'hôtel sur la rue François Miron, avec ses vantaux concaves[13].
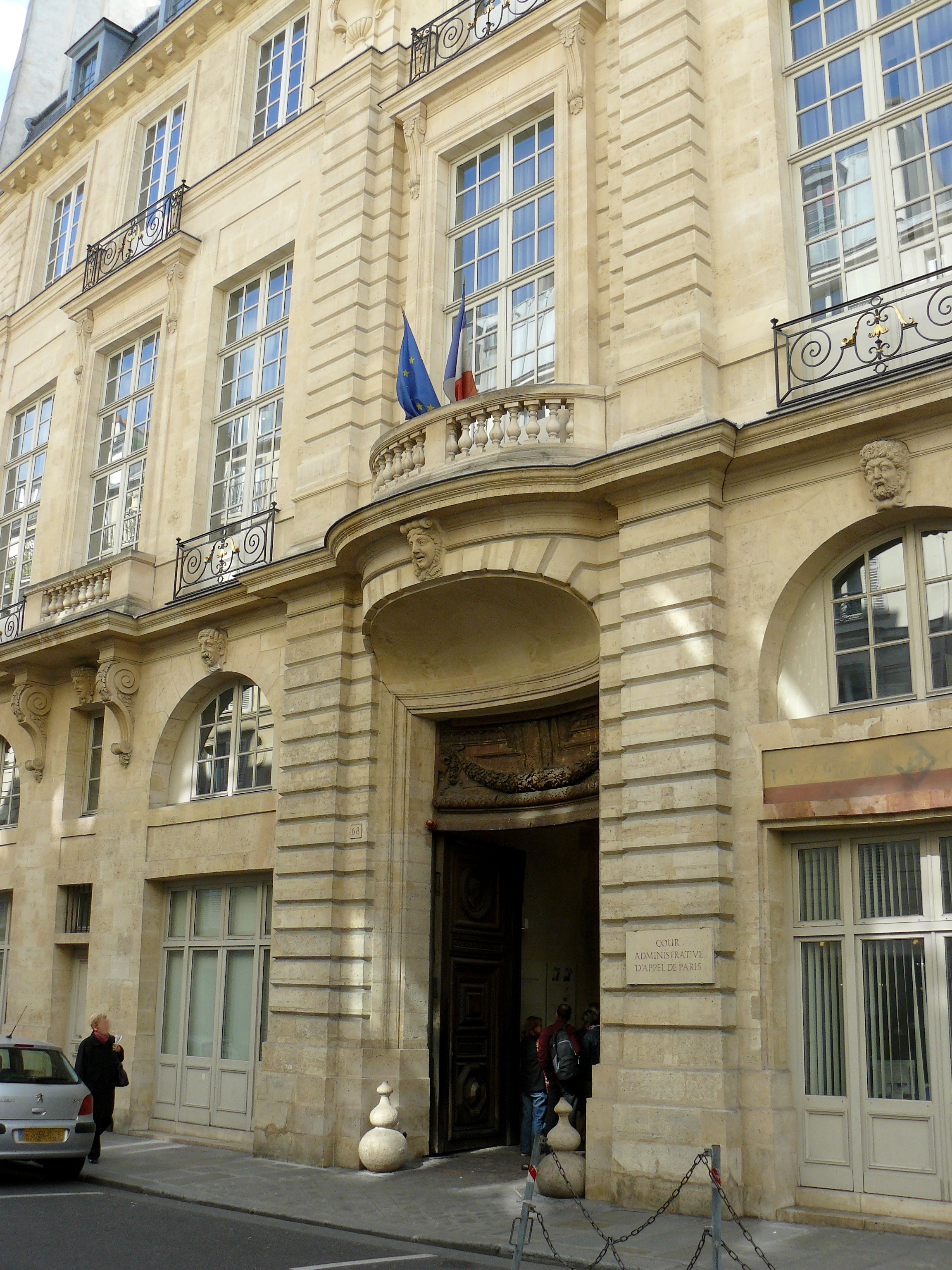
Balcon sur trompe de la façade sur rue F.Miron(la balustrade de pierre est une restitution).
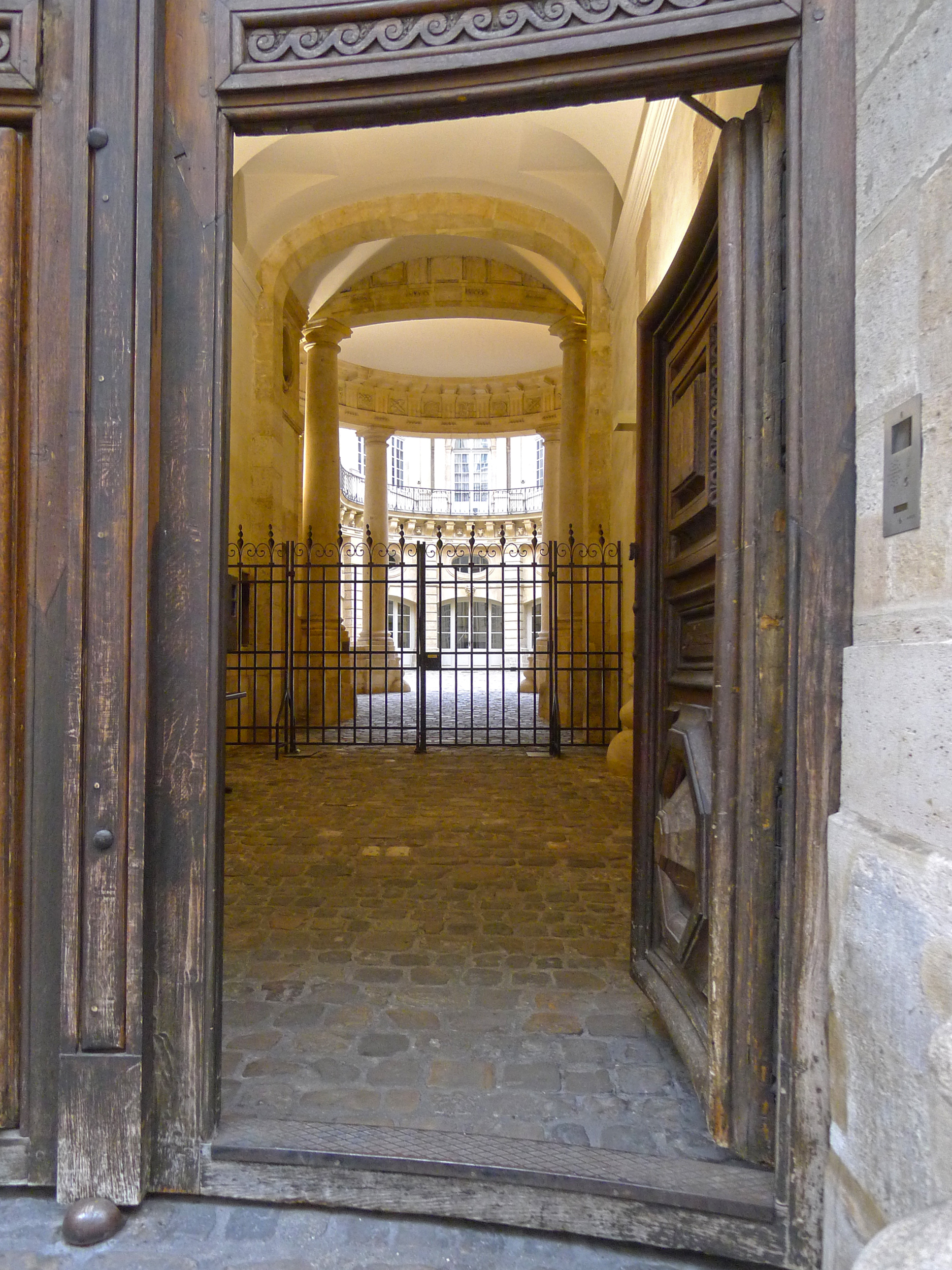
La porte réservée aux piétons découpée dans la porte principale.
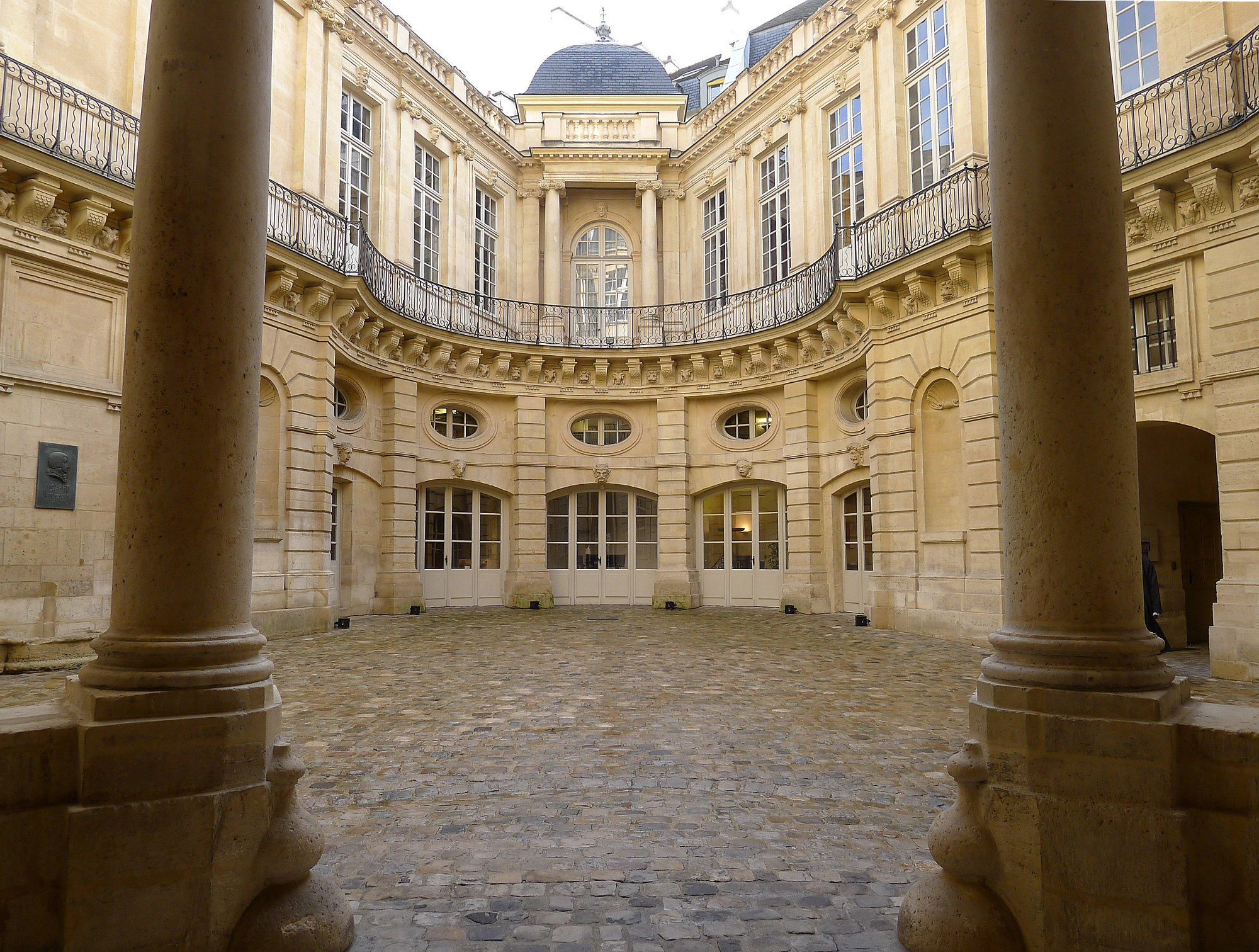
Cour intérieure vue de la rue.
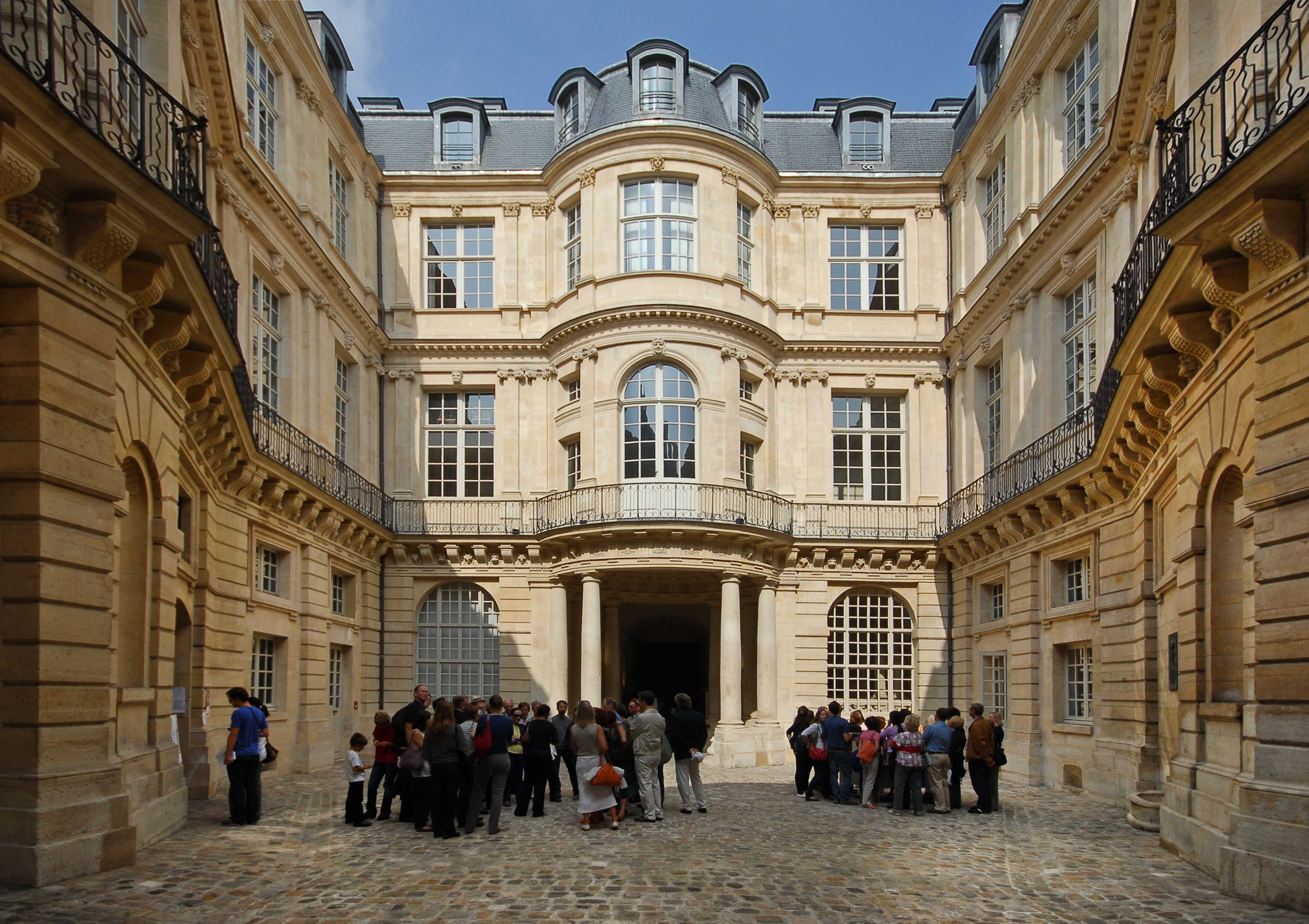
Cour intérieure vue vers la rue.
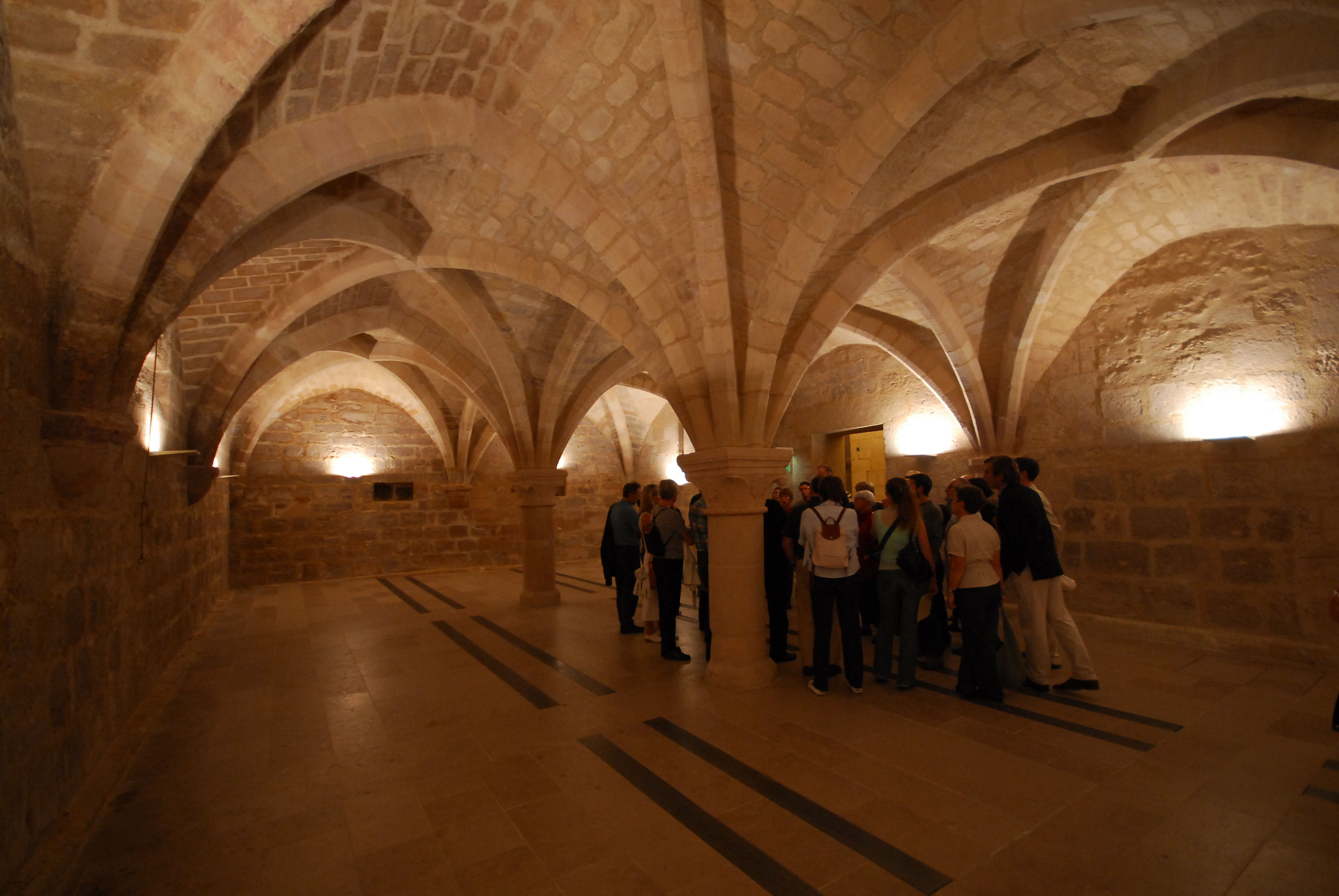
La salle voûtée dans les souterrains de l'hôtel de Beauvais.
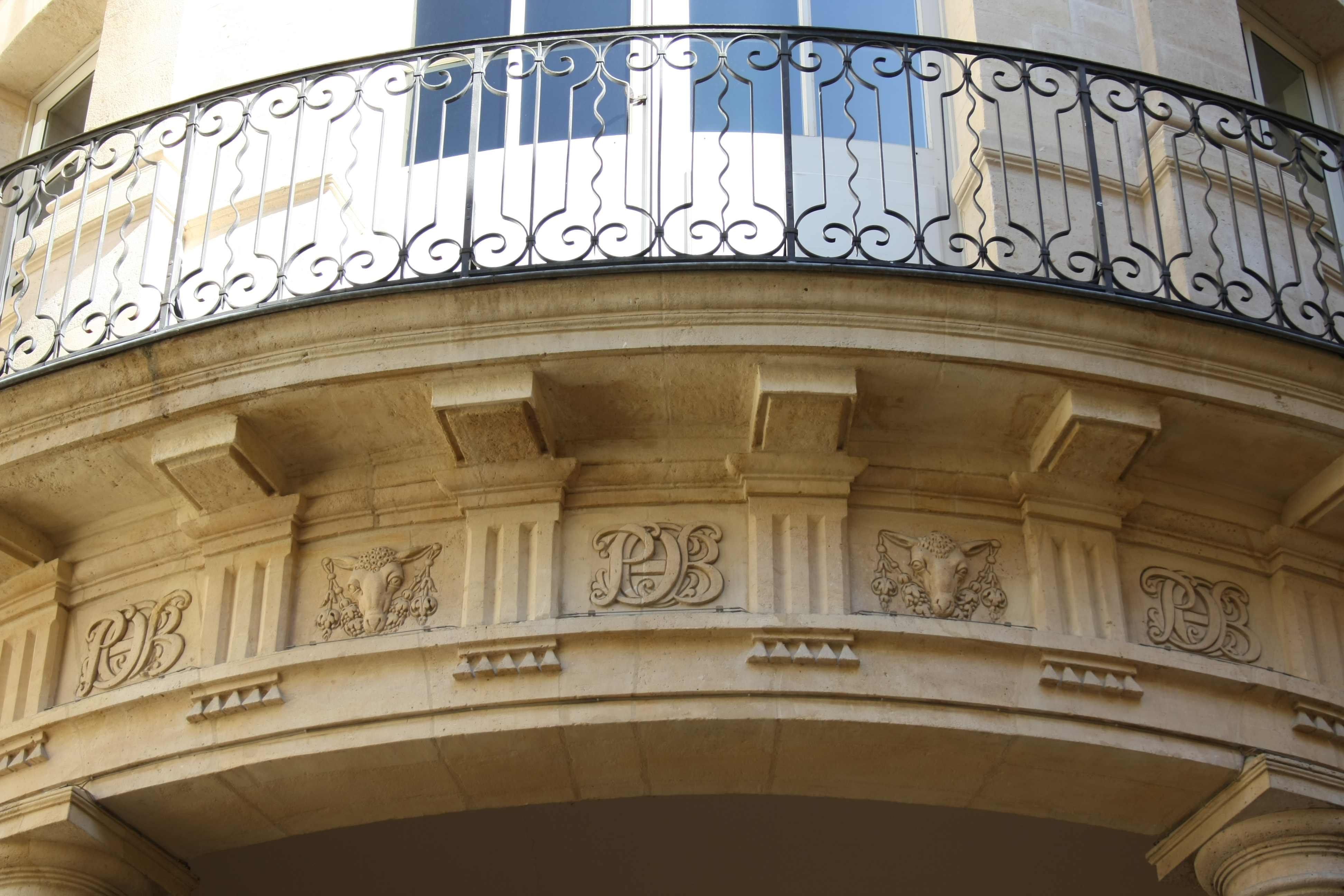
Monogramme des Beauvais, composé des lettres P C H B entrelacées [14].
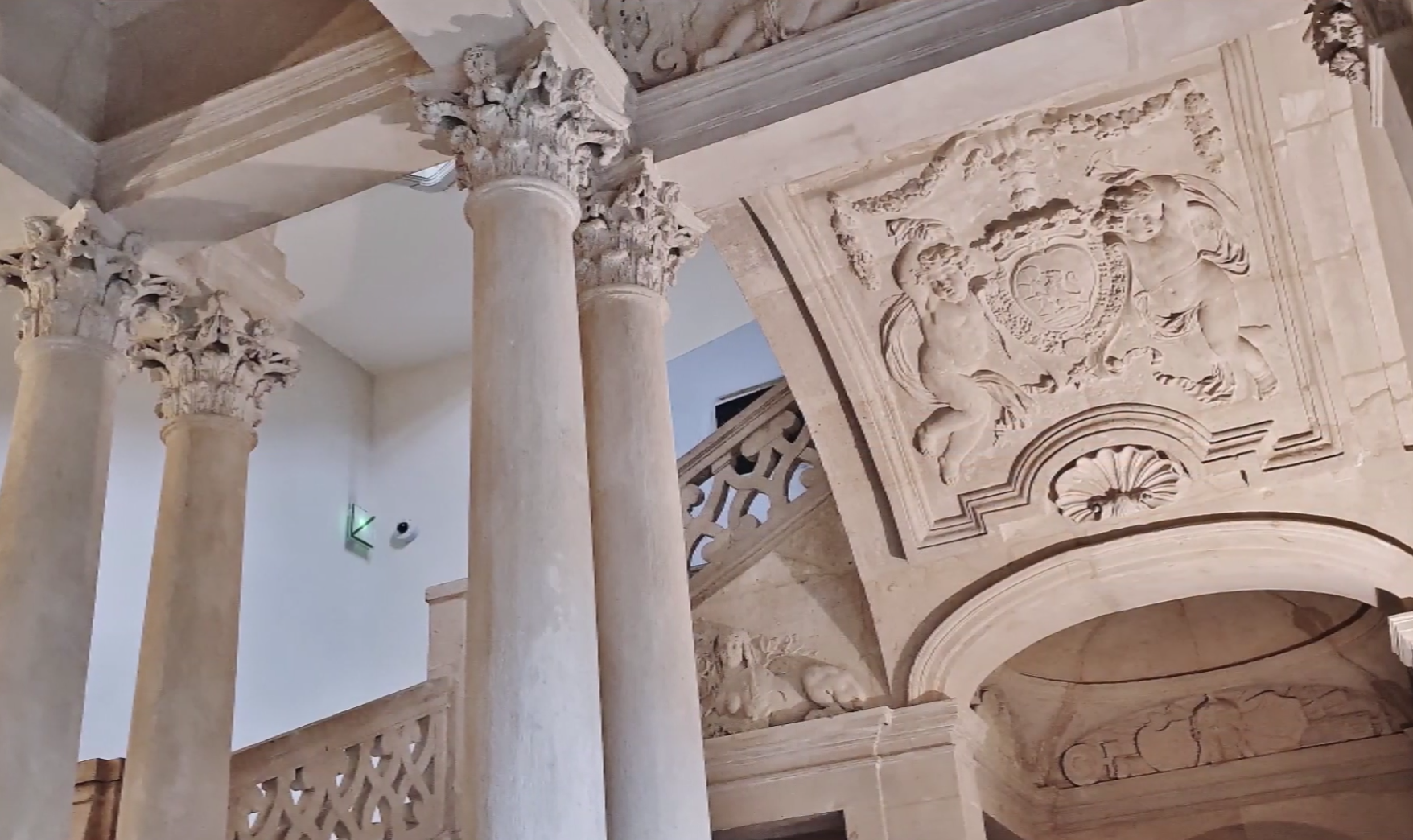
Escalier d'honneur à rampe en entrelacs ajourés et à quatre volées[15].

## Accès
Ce site est desservi par la station de métro Saint-Paul.